# تریگال
تریگال (انگلیسی: Trigal) یک فیلم درام مکزیکی محصول ۲۰۲۲ است که توسط آنابل کاسو در اولین کارگردانی خود نوشته و کارگردانی شده است. این فیلم با بازی امیلیا برژون رامیرز، ابریل میشل و آلبرتو گوئرا در مورد بیداری جنسی در بلوغ زن است.